# Dekoroberfläche
Als Dekoroberfläche werden allgemein Oberflächen bezeichnet, die der optischen Verschönerung von Werkstoffen, Halbzeugen und Produkten dienen. Insbesondere bei Dekoroberflächen von Holzwerkstoffen handelt es sich in der Regel um aufgeklebte dekorative Oberflächen wie bsp. Furnier- oder Papieroberflächen, allerdings können auch Anstriche, Beschichtungen und andere aufgeklebte Materialien die Funktion einer Dekoroberfläche haben.

## Belege
1. ↑  Susanne Renz: Holzwerkstoff OSB. Die Bibliothek der Technik Bd. 307, Verlag Moderne Industrie, München 2007; ISBN 978-3-937889-68-9.